# Coupe de la Ligue d'Irlande de football 2015
Navigation
Édition précédente Édition suivante
La 42e coupe de la Ligue d'Irlande de football, connue aussi de par son contrat de sponsoring sous le nom d’EA Sports Cup se tient entre le 9 mars 2015 et le 19 septembre 2015. Le Dundalk Football Club remet en jeu son titre obtenu en 2014. 
24 équipes disputent la compétition : les douze équipes de la Premier Division, huit équipes de la First Division et quatre équipes amateurs invitées : Cockhill Celtic, vainqueur de l’Ulster Senior League, la sélection de Mayo League, Crumlin United vainqueur de la Leinster Senior League et pour la toute première fois UCC le vainqueur de la Munster Senior League.
Pour les deux premiers tours les équipes sont réparties en quatre groupes régionaux au sein desquels elles vont se rencontrer en vue de la qualification pour les quarts de finale. Les matchs sont désignés par un tirage au sort

## Équipes
| Poule 1                                                                                   | Poule 2                                                                                 | Poule 3                                                                                                   | Poule 4                                                                                    |
| ----------------------------------------------------------------------------------------- | --------------------------------------------------------------------------------------- | --- | ------------------------------------------------------------------------------------------ |
| - Cork City FC - Limerick FC - Cobh Ramblers FC - Waterford United - Wexford Youths - UCC | - Derry City FC - Cockhill Celtic - Finn Harps - Galway FC - Mayo League - Sligo Rovers | - Crumlin United - Bray Wanderers - Drogheda United - Shelbourne - Dundalk FC - St. Patrick's Athletic FC | - Athlone Town - Longford Town - Shamrock Rovers - Bohemian FC - UC Dublin - Cabinteely FC |

## Premier tour
Le premier tour est programmé pour le 9 mars.
ce premier tour est le théâtre de grosses surprises sportives. Les clubs invités et totalement amateurs ont réussi à éliminer des équipes présumée nettement supérieures. Crumlin United s'impose largement sur Bray Wanderers qui dispute la Premier Division. Le UCC, club de l'Université de Cork, bat de son côté le Wexford Youths FC sur son terrain.

### Groupe 1
| Club              | Score | Club        | Lieu de la rencontre | Date    |
| ----------------- | ----- | ----------- | -------------------- | ------- |
| Wexford Youths FC | 1-2   | UCC         | Ferrycarrig Park     | 10 mars |
| Cobh Ramblers FC  | 3-2   | Limerick FC | St. Colman's Park    | 10 mars |

Les clubs de Cork City et Waterford United sont exemptés de ce premier tour.

### Groupe 2
| Club         | Score | Club        | Lieu de la rencontre | Date    |
| ------------ | ----- | ----------- | -------------------- | ------- |
| Sligo Rovers | 8-0   | Mayo League | The Showgrounds      | 10 mars |
| Galway FC    | 3-2   | Finn Harps  | Eamon Deacy Park     | 9 mars  |

Les clubs de Derry City FC et Cockhill Celtic sont exemptés de ce premier tour.

### Groupe 3
| Club            | Score | Club           | Lieu de la rencontre | Date    |
| --------------- | ----- | -------------- | -------------------- | ------- |
| Crumlin United  | 4-2   | Bray Wanderers | Pearse Park          | 10 mars |
| Drogheda United | 0-1   | Shelbourne FC  | United Park          | 10 mars |

Les clubs de Dundalk FC et St. Patrick's Athletic FC sont exemptés de ce premier tour.

### Groupe 4
| Club        | Score | Club          | Lieu de la rencontre | Date    |
| ----------- | ----- | ------------- | -------------------- | ------- |
| UC Dublin   | 0-1   | Cabinteely FC | Bielfield Park       | 9 mars  |
| Bohemian FC | 3-0   | Athlone Town  | Dalymount Park       | 10 mars |

Les clubs de Longford Town et Shamrock Rovers sont exemptés de ce premier tour.

## Deuxième tour
Le tirage au sort a été fait le 18 mars 2015 par le directeur des compétitions à la Fédération Fran Gavin et l'entraineur de l'équipe nationale des moins de 19 ans Paul Doolin. Les matchs ont lieu les 6 et 7 avril 2015.

### Groupe 1
| Club             | Score | Club             | Lieu de la rencontre   | Date    |
| ---------------- | ----- | ---------------- | ---------------------- | ------- |
| UCC              | 3-2   | Cobh Ramblers FC | St. Colman's Park      | 7 avril |
| Waterford United | 0-2   | Cork City FC     | Regional Sports Centre | 6 avril |

### Groupe 2
| Club         | Score | Club            | Lieu de la rencontre | Date    |
| ------------ | ----- | --------------- | -------------------- | ------- |
| Sligo Rovers | 0-2   | Derry City FC   | The Showgrounds      | 6 avril |
| Galway FC    | 4-2   | Cockhill Celtic | Eamon Deacy Park     | 6 avril |

### Groupe 3
| Club           | Score | Club                      | Lieu de la rencontre | Date    |
| -------------- | ----- | ------------------------- | -------------------- | ------- |
| Crumlin United | 1-4   | St. Patrick's Athletic FC | Richmond Park        | 7 avril |
| Dundalk FC     | 1-0   | Shelbourne FC             | Oriel Park           | 7 avril |

### Groupe 4
| Club          | Score | Club            | Lieu de la rencontre | Date    |
| ------------- | ----- | --------------- | -------------------- | ------- |
| Cabinteely FC | 0-2   | Shamrock Rovers | Stradbrook           | 6 avril |
| Bohemian FC   | 3-1   | Longford Town   | Dalymount Park       | 7 avril |

## Quarts de finale
Huit clubs se qualifient pour les quarts de finale. Sept clubs de Premier division Bohemians, Shamrock Rovers, Dundalk FC, St. Pat's, Galway, Derry et Cork, et un club amateur. UCC réussit l'exploit d'éliminer successivement deux clubs de First Division, Wexford et Cobh.
Le tirage au sort des quarts de finale a lieu le 15 avril. Les matchs ont lieu les 18 ou 19 mai 2015.
| Quart de finale 1 | Cork City FC    | 1 - 1 | St. Patrick's Athletic FC | Turners Cross                            |                                          |
| 18 mai            | Kearney 64e     | (0-0) | Bayly 60e                 | Spectateurs : 930 Arbitrage : Sean Grant | Spectateurs : 930 Arbitrage : Sean Grant |
| 18 mai            | Rapport         |       |                           | Spectateurs : 930 Arbitrage : Sean Grant | Spectateurs : 930 Arbitrage : Sean Grant |
| 18 mai            | Tirs au but 3-5 |       |                           | Spectateurs : 930 Arbitrage : Sean Grant | Spectateurs : 930 Arbitrage : Sean Grant |

| Quart de finale 2 | Derry City FC | 0 - 1 | Shamrock Rovers | The Brandywell                              |                                             |
| 19 mai            |               | (0-1) | O'Connor 35e    | Spectateurs : 750 Arbitrage : Robert Harvey | Spectateurs : 750 Arbitrage : Robert Harvey |
| 19 mai            | Rapport       |       |                 | Spectateurs : 750 Arbitrage : Robert Harvey | Spectateurs : 750 Arbitrage : Robert Harvey |

| Quart de finale 3 | Galway United | 1 - 0 | Bohemian FC | Eamonn Deacy Park                             |                                               |
| 18 mai            | Keegan 93e    | (0-0) |             | Spectateurs : 600 Arbitrage : Padraigh Sutton | Spectateurs : 600 Arbitrage : Padraigh Sutton |
| 18 mai            | Rapport       |       |             | Spectateurs : 600 Arbitrage : Padraigh Sutton | Spectateurs : 600 Arbitrage : Padraigh Sutton |

| Quart de finale 4 | UCC     | 0 - 5 | Dundalk FC                                            | The Mardyke                                |                                            |
| 18 mai            |         | (0-3) | O'Connor 3e · Kelly 13e · Barrett 36e 55e · Byrne 78e | Spectateurs : 650 Arbitrage : David Keeler | Spectateurs : 650 Arbitrage : David Keeler |
| 18 mai            | rapport |       |                                                       | Spectateurs : 650 Arbitrage : David Keeler | Spectateurs : 650 Arbitrage : David Keeler |

## Demi-finales
| Demi-finale 1 | Shamrock Rovers | 0-0   | St. Patrick's Athletic FC |  |  |
| 3 août        |                 | (0-0) |                           |  |  |
| 3 août        | Tirs au but 2-4 |       |                           |  |  |

| Demi-finale 2 | Galway United   | 0-0   | Dundalk FC |  |  |
| 3 août        |                 | (0-0) |            |  |  |
| 3 août        | Tirs au but 4-2 |       |            |  |  |

## Finale
St. Patrick's Athletic FC remporte la Coupe de la Ligue d'Irlande de football 2015 en battant en finale Galway United aux tirs au but après avoir fait match nul 0-0 au terme du temps règlementaire et des prolongations.
| Finale                  | Galway United                           | 0-0             | St. Patrick's Athletic FC                          | Eamonn Deacy Park                               |                                                 |
| 19 septembre 2015 18:05 |                                         |                 |                                                    | Spectateurs : 3 662 Arbitrage : Paul McLaughlin | Spectateurs : 3 662 Arbitrage : Paul McLaughlin |
| 19 septembre 2015 18:05 | Rapport                                 |                 |                                                    | Spectateurs : 3 662 Arbitrage : Paul McLaughlin | Spectateurs : 3 662 Arbitrage : Paul McLaughlin |
| 19 septembre 2015 18:05 | Ryan Connolly Stephen Walsh Colm Horgan | Tirs au but 3-4 | Jack Bayly James Chambers Christy Fagan Ian Morris | Spectateurs : 3 662 Arbitrage : Paul McLaughlin | Spectateurs : 3 662 Arbitrage : Paul McLaughlin |